# Dnes večer Boris Godunov
Dnes večer Boris Godunov (v německém originále Heute abend Boris Godunov, zmiňováno též s pravopisem Heute abend Boris Godunow) je opera pro jednoho zpěváka – monoopera či autorským označením „mini-mono-opera“ – o jednom dějství ukrajinské skladatelky Karmelly Cepkolenkové na libreto rakouské libretistky Kristiny Tornquistové z roku 2008 pro rakouského basbarytonistu Ruperta Bergmanna. Opera byla provedena poprvé koncertně 25. dubna  2009 v Oděse a v revidované podobě jevištně 4. listopadu 2011 ve vídeňském Divadle na Vídeňce v podání souboru sirene Operntheater.

## Vznik, charakteristika a historie
Významná ukrajinská skladatelka Karmella Cepkolenko (nar. 1955) se od počátku 70. let 20. století zařadila mezi ukrajinskou hudební avantgardu. Poté, co v několika instrumentálních skladbách odkazovala na divadlo (Divadelní sonáta, 1986; Koncert-Drama, 1987) a dramatický prvek byl zastoupen i některých jejích vokálních skladbách jako v kantáta Žal nad skoromochem (1987), napsala roku 1989 svou první hudebně-dramatickou práci, komorní operu Dorianův osud. Následovala „mini-mono-opera“ Mezi dvěma ohni (Між двох вогнів) rovněž na libreto Serhije Stupaka, a to podle romáu Stepní vlk Hermanna Hesseho, která měla premiéru v Oděse roku 1995, a kolektivní kompozice Koncert ptáků (Konzert der Vögel), která měla premiéru v Salcburku roku 1997.
Následující „mini-mono-opera“ Cepkolenkové vznikla roku 2008. Cepkolenková pořádala v Oděse každoroční festival nové hudby „2days2nights of new music“, na němž se seznámila s rakouským basbarytonistou Rupertem Bergmannem, který na něm vystoupil v letech 1997 a 2007. Po druhém vystoupení připravovali s Cepkolenkovou opětovný koncert roku 2009, pro který chtěla Cepkolenková napsat operu pro sólového zpěváka (rozumí se Bergmanna). „Naší myšlenkou bylo, že by text měl pocházet z Rakouska, mělo by to být něco monologického, šaškovského, vtipného, něco z čeho bych mohl i scénicky něco udělat,“ psal Bergmann divadelní organizátorce, vedoucí souboru sirene Operntheater a libretistce Kristině Tornquistové. Cepkolenková si přála: „[m]yslím, že to má být hudební divadlo, absurdní divadlo“, a měla předem přesnou představu o instrumentaci. Postupně vykrystalizoval námět, ve kterém Rupert Bergmann hraje sama sebe jako pěvce připravujícího se v zákulisí na vystoupení v Musorgského opeře Boris Godunov (opera).

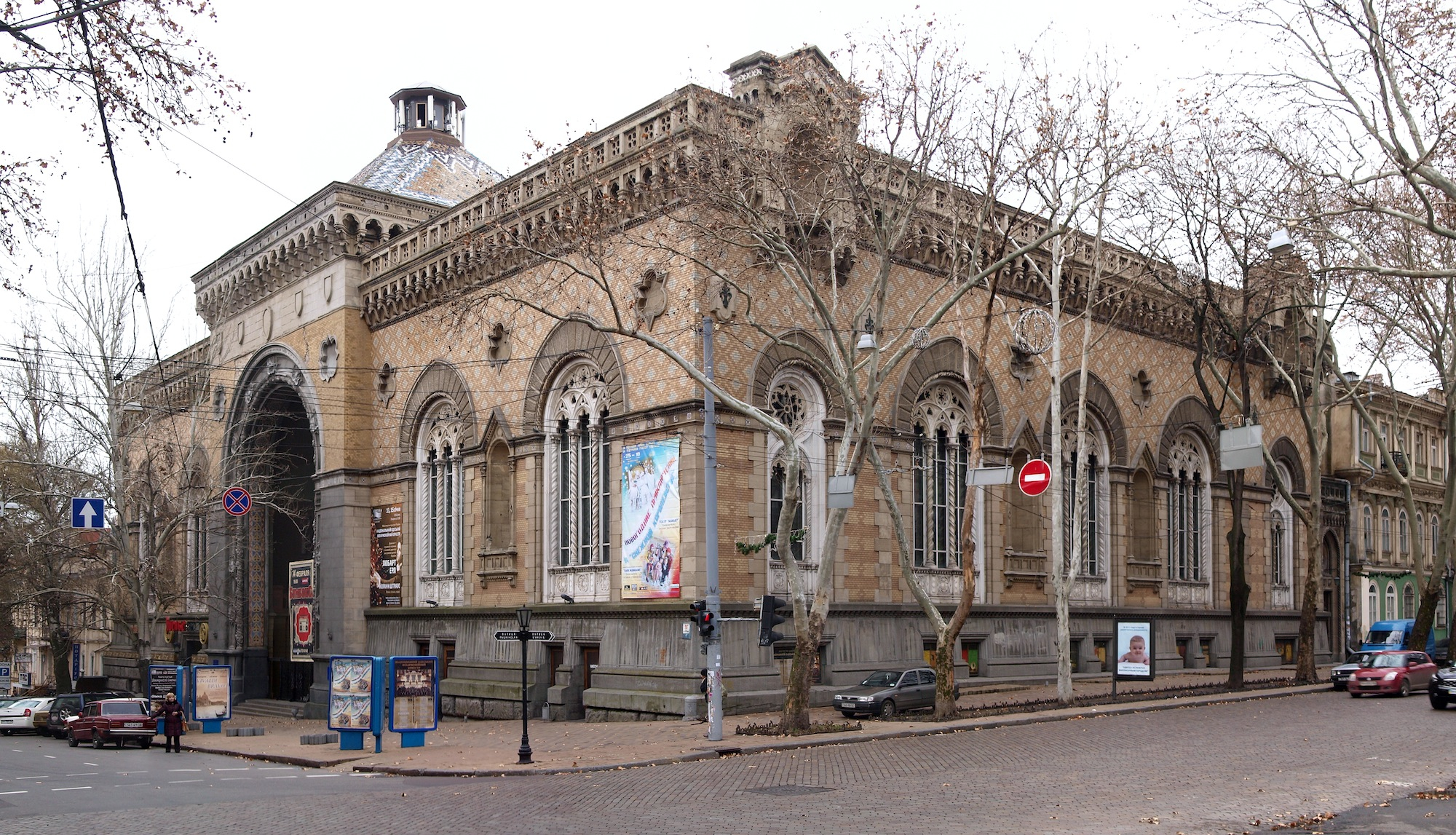
Budova Oblastní filharmonie v Oděse, kde měla opera Dnes večer Boris Godunov koncertní premiéru

Opera byla napsána poměrně rychle a premiéra se skutečně konala na následujícím festivalu „2days2nights of new music“ v Oděse v dubnu 2009. Jedinou roli zpíval Bergmann, doprovázel ukrajinský komorní orchestr „ensemble senza sforzando“ (umělecký vedoucí Olexandr Perepelycja), který dirigoval Ihor Šavruk.
Jevištní premiéra opery se konala o tři roky později. Nastudoval ji Tornquistové soubor „sirene Operntheater“ a poprvé ji uvedl v listopadu 2011 v Divadle na Vídeňce, a to jako součást složeného programu s názvem Pták, vévoda, idiot (Vogel, Herzog, Idiot). Dnes večer Boris Godunov byla jednou ze tří monooper napsaných pro Ruperta Bergmanna; dvěma dalšími byly Modrovousové (Blaubarts) Samua Grylluse a Papagenono, výlet (Papagenono. Eine Ausflucht) Johanny Dodererové. Dirigovala Anna Sushonová, režii a výpravu vedla Kristine Tornquistová, kostýmy navrhl Markus Kuscher.
Dne 18. května 2013 pak byla opera Dnes večer Boris Godunov uvedena v rámci festival „Donbas Modern Music Art“ na scéně Doněckého národního akademického divadla opery a baletu Anatolija Solovjanenka. Roku 2019 byla znovu uvedena v Oděse v rámci Rakousko-ukrajinského kulturního roku se stejnými účinkujícími jako o deset let dříve.

## Děj opery
(Šatna malého operního divadla s kostýmy)
Mistr [Bergmann] vchází do šatny v županu a s kávou v ruce. Dnes se cítí skvěle, jako lev; dnes začíná jeho světová kariéra – v Borisi Godunovovi. Zpívá přirozeně hlavní roli – Borise: „Pravý muž má bradku, břich a bas.“ Nasazuje si divadelní korunu, odkašlává si a rozezpívává se, pak se pustí do árie z Borise.
Hlasatelem je volán do maskérny.
Mistr si stěžuje na mizerné rekvizity a pak i na roli – Godunov je od počátku odsouzen k nezdaru. Lepší je hrát zajímavou roli intrikána, knížete Šujského. Obouvá si Šujského střevíce, ale jsou mu malé. S bolestí odzpívá kousek árie Šujského, ale klopýtne a spadne.
Hlasatelem je volán urgentně do maskérny.
Nejen boty, ale i postava Šujského vlastně za nic nestojí, nemá ani vlastní bravurní árii. Lepší je nějaká výrazná charakteristická role, jako blázen Jurodivý. Mistr si zkouší bláznův kostým, hraje a zpívá kousek Jurodivého hudby – ale brzy selhává, protože blázen je tenorová úloha.
Hlasatelem je volán ihned do maskérny.
Mistr si stěžuje na režiséra, který má hloupé nápady – jako žádat po něm, aby hrál bez plnovousu. Ne, nic takového, on slouží vyššímu umění. Nebude hrát ani Borise, ani Šujského, ani Jurodivého. Místo toho půjde domů, upeče si kohoutka a uvelebí se s ním před televizí. Bude to vynikající večer.

## Instrumentace
Hoboj, klarinet, dvojí bicí souprava, akordeon, klavír, housle, violoncello.